# Trepuzzi
Trepuzzi là một đô thị và thị xã của Ý. Đô thị này thuộc tỉnh Lecce trong vùng Apulia. Trepuzzi có diện tích km2, dân số theo ước tính năm 2005 của Viện thống kê quốc gia Ý là 14.498 người. 
Các đơn vị dân cư:
Đô thị Trepuzzi giáp với các đô thị: